# Dialineura gorodkovi
Dialineura gorodkovi är en tvåvingeart som beskrevs av Zaitzev 1971. Dialineura gorodkovi ingår i släktet Dialineura och familjen stilettflugor. Inga underarter finns listade i Catalogue of Life.